# أشخاص في منظر طبيعي
أشخاص في منظر طبيعي (بالإنجليزية: Figures in a Landscape) هي رواية للكاتب الإنجليزي باري إنغلاند، نشرت عام 1968، عن دار نشر جوناثان كيب.